# فلورين ماتي
فلورين ماتي (بالرومانية: Florin Matei)‏ هو لاعب كرة الصالات ‏ ولاعب كرة قدم روماني، ولد في 8 ديسمبر 1983 في رومانيا.

## وصلات خارجية
- فلورين ماتي على موقع الاتحاد الأوربي (الإنجليزية)